# Semicenk
Semicenk, pseudonimo di Cenk Baş (Boyabat, 7 ottobre 1998), è un cantante turco.

## Biografia
Semicenk ha partecipato come concorrente a O Ses Türkiye, adattamento turco di The Voice. È salito alla ribalta con la hit Düşer aklıma (2021), primo ingresso del cantante nella top five della neonata Turkey Songs.
Sono poi usciti i brani di successo Al sevgilim e Unutmak öyle kolay mı sandın, classificatisi rispettivamente al 3º e 4º posto. Ha poi collezionato una serie di brani in cima alla hit parade turca di Billboard, fra cui Yana yana (numero uno per tre settimane non consecutive), Canın sağ olsun (numero uno due settimane di fila), Geri dönemedim e Pişman değilim, entrambi al numero uno per quattro settimane consecutive.
Nel dicembre 2023 è stato riconosciuto con due Altın Kelebek Ödülleri, uno per se stesso e uno per Pişman değilim (2023), ed è avvenuta la pubblicazione dell'EP d'esordio Karışık kaset; il progetto contiene la traccia Eyvah neye yarar, dodicesima top ten dell'interprete nella Turkey Songs. È stato inoltre l'artista di maggior successo dell'anno a livello nazionale in termini di riproduzioni streaming rilevate su Spotify.
Ha fatto ritorno sulle scene musicali col secondo EP Geçiyor zaman, pubblicato nell'agosto 2024, che ha piazzato tre tracce su sei sul podio nazionale contemporaneamente; Kader sağ olsun è così diventata la sua quinta numero uno, traccia poi spodestata da Onlar anlamaz halden; quest'ultimo brano ha guidato la hit parade anatolica per un mese. Durante l'estate il cantante è stato impegnato con un tour musicale da cinque date. È stato insignito dell'Altın Kelebek al miglior artista maschile dell'anno ed è stato l'uomo più ascoltato a livello nazionale su Spotify per un secondo anno di fila.
Nel gennaio 2025 viene diffuso Gözlerinden gözlerine, che ha debuttato alla 2ª posizione in Turchia, bloccato dal vertice da Havhavhav di Lvbel C5; l'ha in seguito spodestata, divenendo la sua sesta numero uno in patria. Durante la stagione primaverile ha avviato il tour Bir varmış bir yokmuş e la traccia Sen kaldin, tratta dall'EP Geçiyor zaman, ha guadagnato popolarità, scalando gradualamente la top five fino alla cima della classifica.

## Discografia

### EP
- 2023 – Karışık kaset
- 2024 – Geçiyor zaman

### Singoli
- 2021 – Yüzü tanıdık değil
- 2021 – Kalbim usandı
- 2021 – Düşer aklıma
- 2022 – Al sevgilim (con Funda Arar)
- 2022 – Herkes gibisin
- 2022 – Dayan (con Mustafa Ceceli)
- 2022 – Bozulmuş kalbim (con Ziynet Sali e İlkan Günüç)
- 2022 – Unutmak öyle kolay mı sandın
- 2022 – Aşırı doz
- 2023 – Yana yana (con Reynmen)
- 2023 – Canın sağ olsun (con Rast)
- 2023 – Geri dönemedim
- 2023 – Pişman değilim (con Doğu Swag)
- 2023 – Tanrım reva mı
- 2023 – Mesafe
- 2023 – Fark ettim
- 2024 – Şalteri kapattım
- 2024 – Tek başıma
- 2024 – Küle dönmüşsün (con Doğu Swag)
- 2025 – Gözlerinden gözlerine
- 2025 – Bulamazsın
- 2025 – Kalpsiz